# Smilax californica
Smilax californica är en enhjärtbladig växtart som först beskrevs av A.Dc., och fick sitt nu gällande namn av Asa Gray. Smilax californica ingår i släktet Smilax och familjen Smilacaceae. Inga underarter finns listade.